# Heriaeus transvaalicus
Heriaeus transvaalicus es una especie de araña cangrejo del género Heriaeus, familia Thomisidae. Fue descrita científicamente por Simon en 1895.

## Distribución
Esta especie se encuentra en Sudáfrica.